# 나카쓰루 쇼고
나카쓰루 쇼고(일본어: 中津留 奨吾, 1987년 6월 3일 ~ )는 일본의 전 축구 선수이다.

## 구단 경력
과거 V-파렌 나가사키, 후지에다 MYFC에서 활동하였다.